# Rhamnus pirifolia
Rhamnus pirifolia är en brakvedsväxtart som beskrevs av Edward Lee Greene. Rhamnus pirifolia ingår i släktet getaplar, och familjen brakvedsväxter. Inga underarter finns listade i Catalogue of Life.